# Rohrenfels
Rohrenfels település Németországban, azon belül Bajorországban. Lakosainak száma 1651 fő (2023. december 31.).

## Népesség
A település népessége az elmúlt években az alábbi módon változott:
| Lakosok száma | 473  | 731  | 572  | 1057 | 1511 | 1502 | 1532 | 1530 | 1619 | 1651 |
|               | 1875 | 1950 | 1975 | 1987 | 2012 | 2014 | 2016 | 2017 | 2021 | 2023 |